# Хилберн (Њујорк)
Хилберн (енгл. Hillburn) град је у америчкој савезној држави Њујорк.

## Демографија
По попису из 2010. године број становника је 951, што је 70 (7,9%) становника више него 2000. године.
| Група             | 2000.       | 2010.       |
| Белци             | 418 (47,4%) | 383 (40,3%) |
| Афроамериканци    | 98 (11,1%)  | 163 (17,1%) |
| Азијати           | 38 (4,3%)   | 36 (3,8%)   |
| Хиспаноамериканци | 49 (5,6%)   | 190 (20,0%) |
| Укупно            | 881         | 951         |